# المسيحية في نيجيريا

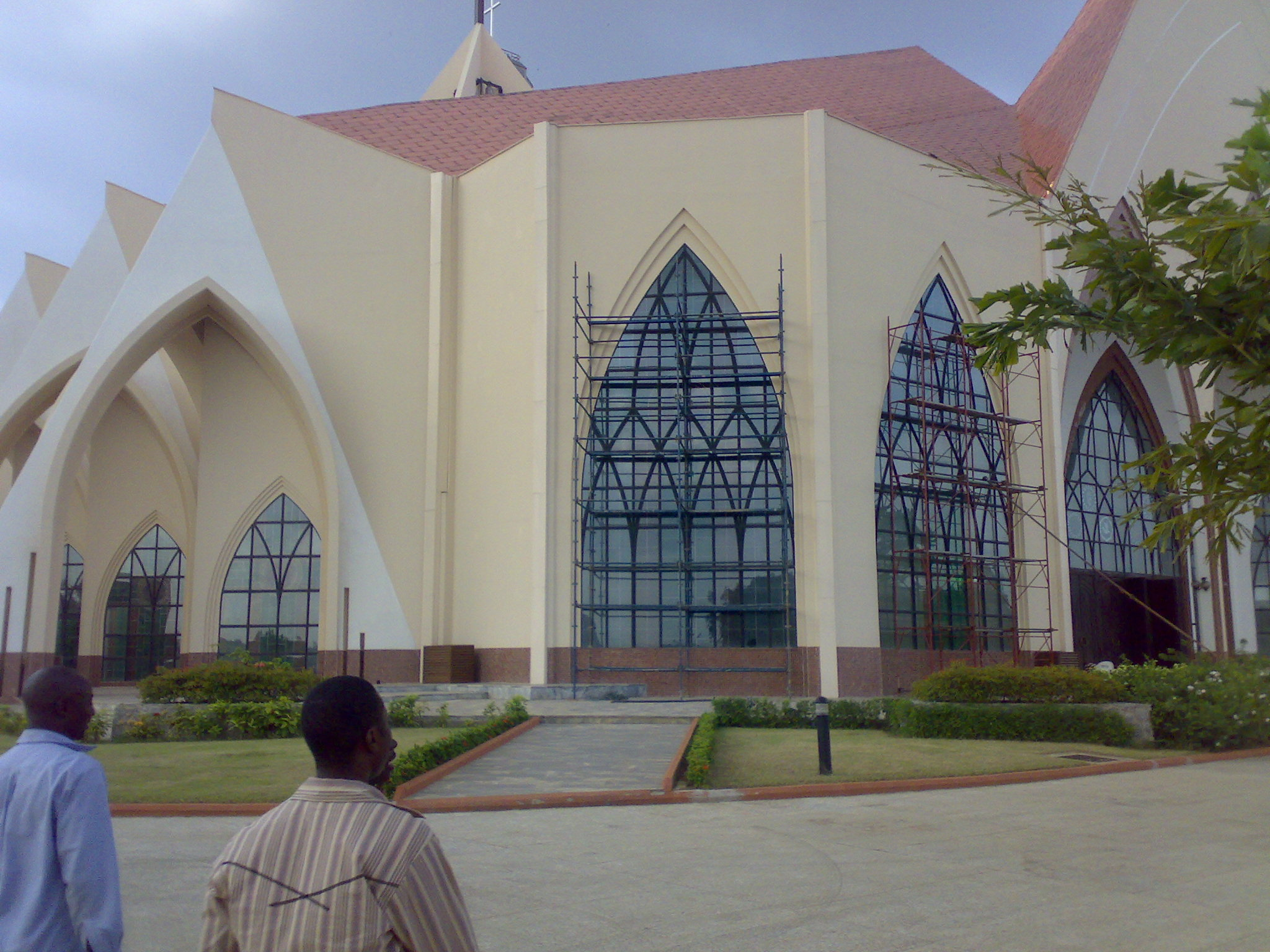
كنيسة نيجيريا الوطنيّة في أبوجا.

المسيحية في نيجيريا هي من الديانات الرئيسيّة في البلاد، وتعد نيجيريا مجتمعًا متنوعًا من الناحية الدينية، ويتوزع النيجيريون بشكل متساو تقريباً على المسيحية والإسلام، مع أقلية ضئيلة من أتباع الإحيائية والأديان الأخرى. وتتراوح نسب المسيحيين بين 40.0% إلى حوالي 48.2% بحسب الدراسات المختلفة. وبذلك يُشّكل مسيحيون نيجيريا أكبر تجمع مسيحي في العالم الإسلامي ويتعبها كل من إندونيسيا ومصر. بالمقابل وجدت دراسات أخرى أن المسيحيين يشكلون أكثر من نصف سكان نيجيريا حيث وفقاً لإحصائية مركز بيو للأبحاث سنة 2016 حوالي 52.3% من سكان نيجيريا من المسيحيين وحوالي 47.3% من المسلمين، وبحسب إحصائية تعود لسنة 2013 قامت بها مؤسسة أفروباروميتر وجدت أنّ 58% من سكان نيجيريا من المسيحيين بالمقابل 41% من سكان نيجيريا من المسلمين.
وفقاً لمركز بيو للأبحاث، تضم يجيريا أكبر عدد من المسيحيين في القارة الأفريقية، مع أكثر من 80 مليون شخص في نيجيريا ينتمون إلى المسيحية بمختلف الطوائف. ويتوزّع السكان المسيحيين بين البروتستانتية والكاثوليكية، حوالي 74.1% من مجمل مسيحيين نيجيريا من البروتستانت وحوالي 24.8% كاثوليك، وحوالي 0.9% ينتمون إلى الطوائف المسيحية الأخرى، وعدد قليل منهم هم من المسيحيين الأرثوذكس. وينتمي العديد من مسيحيين نيجيريا إلى النخبة الاجتماعية والسياسيّة والتي كان لها صلات قوية من القوى الإستعمارية الأوروبية، وتنقسم البلاد بين شمال فقير يسكنه غالبية مسلمة وجنوب غني اغلبيته من المسيحيين. وعرقياً ينتمي العديد من المسيحيين إلى قبائل اليوروبا القاطنة في جنوب غربي نيجيريا، وأغلب أفراد قبائل اليوروبا المقسومة بين المسيحيين والمسلمين يسكنون في مدن عملاقة، مثل لاغوس، العاصمة السابقة والعاصمة الاقتصادية الحالية. ومنذ تطبيق الشريعة الإسلامية في بعض الولايات الشمالية، ازداد العنف تجاه غير المسلمين في الشمال. وفقاً لدراسة نُشرت من قِبل معهد جامعة بايلور لدراسات الدين تضم نيجيريا على واحدة من أكبر المجتمعات المسيحية من أصول أو خلفية مسلمة في العالم، بعد كل من إندونيسيا، وتليها كل من إيران والولايات المتحدة وإثيوبيا على التوالي.

## تاريخ

### العصور المبكرة

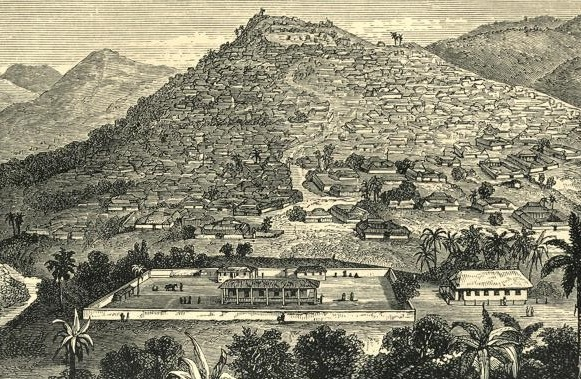
كنيسة وبعثة آنا هيندر في إبادان، وتعود إلى عام 1850.

كان شعب اليوروبا من المجموعات الأولى في غرب أفريقيا التي تعرفت على المسيحية على نطاق واسع. ودخلت المسيحية (إلى جانب الحضارة الغربية) إلى يوروبالاند في منتصف القرن التاسع عشر من خلال الأوروبيين، والذين كانت مهمتهم الأصلية هي التجارة. وكان الزوار الأوروببين الأوائل من البرتغاليين، والذين قاموا بزيارة مملكة بيني في أواخر القرن السادس عشر، ومع تقدم الزمن قدم زوار أوروبيين مثل الفرنسيين والبريطانيين والألمان. وكان البريطانيون والفرنسيون أكثر نجاحاً في بحثهم عن المستعمرات. وشجعت الحكومات المحليَّة المنظمات الدينية على القدوم، وتنصير السكان المحليين. وبدأ المبشرون الرومان الكاثوليك في العمل التبشيري بين السكان المحليين وكان العديد من المبشرين من اليوروبا القادمين من أميركا اللاتينية، تلاهم المبشرين البروتستانت، مع قدوم «جمعية بعثة الكنيسة» والتي عملت في المناطق الداخلية مما نتج عن بناء أكبر البعثات المسيحية في البلاد. دخلت البروتستانتية نيجيريا في منتصف القرن التاسع عشر في منطقة نفوذ قبيلة اليوروبا من خلال نيجيريين بِيعوا في سوق النخاسة في الولايات المتحدة وعادوا إلى موطنهم الأصلي. وفي عام 1844 أسس هنري تاونسند مع عبيد سابقين أول بعثة أنجليكانية شمال مدينة لاغوس، ونُصب صامويل كروثر وهو من عبيد منطقة أويو سابقاً، أسقفاً أنجليكانياً عام 1864 في لاغوس، بعد ذلك توسع الانتشار المسيحي ليشمل، إلى جانب الكنائس الانجليكانية، وكنائس معمدانية وغيرها. وتركز نشاط الكنائس النيجيريَّة، في البداية، على القطاع التعليمي عبر إنشاء المدارس ورعايتها.
وبدأ الميثوديون ببناء بعثات تبشيرية في المناطق التي تعد جزء من ولاية أويو الحالية في عام 1853. وقام المبشرين المعمدانيين خصوصاً كل من ركز بوين وكلارك بالعمل التبشيري بين مناطق اليوروبا الشمالية. ومع نجاحهم، أصبحت الجماعات الدينية الأخرى مثل جيش الخلاص والطوائف الإنجيلية تحظى بشعبية كبيرة بين اليوروبا. وأدَّت زيادة وتيرة المسيحية إلى تعيين السكان المحليين كمبشرين، ومع ذلك لم يكن تأثير المسيحية في أرض اليوروبا محسوسًا حتى العقد الرابع من القرن التاسع عشر، عندما أصبح العبد اليوروبي السابق، صامويل أجايي كروثر، مسيحيًا، وبسبب معرفته باللغات المحليَّة، أصحبت اللغة أداة رئيسية وأداة لنشر المسيحية في أراضي شعب اليوروبا. ولعب التفسير الحرفي للتوراة عند مسيحيين نيجيريا دوراً هامّاً في تثبيت ختان الذكور في هذا البلد. وقامت البعثات الأنجليكانية والكاثوليكية الأكبر حجماً بجذب عائلات النخبة من مناطقهم، على الرغم من أن كل من هذه الكنائس كان لها أعضاء من جميع الطبقات الاجتماعية.

### العصور الحديثة

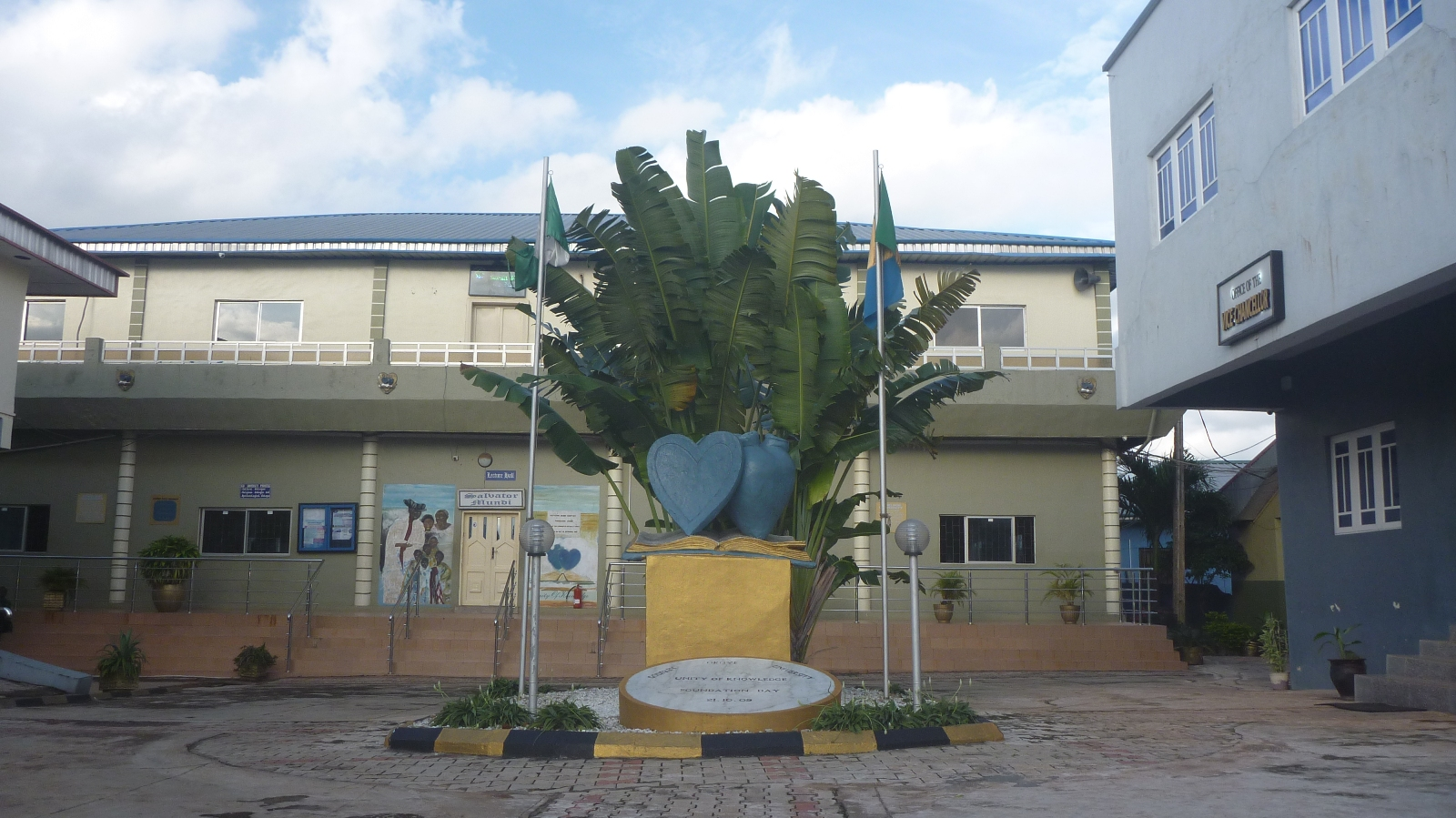
حرم جامعة غودفري أوكوي الكاثوليكية.

تم دمج نيجيريا في عام 1914، بعد حوالي عشر سنوات فقط من هزيمة خلافة صكتو وغيرها من الدول الإسلامية من قبل البريطانيين والتي شكلت غالية مناطق شمال نيجيريا. وشهدت نتائج الحرب العالمية الأولى خسارة ألمانيا لمستعمراتها، إلى المستعمرات الفرنسية والبلجيكية والبريطانية. وانقسمت الكاميرون إلى جزء فرنسي وبريطاني، وإلى أجزاء جنوبية وشمالية. بعد استفتاء عام 1961، اختار الكاميرون الجنوبيون الانضمام مرة أخرى إلى الكاميرون الفرنسية، في حين اختار الكاميرون الشماليون الانضمام إلى نيجيريا، وهي خطوة أضافت أعداد السكان المسلمين في شمال نيجيريا. وبعد عودة الحكومة الديمقراطية في عام 1999، بدأت بعض الولايات الشمالية المسلمة تسير نحو أسلمة القوانين. وكانت ولاية زمفرة أول ولاية تعلن تطبيق أحكام الشريعة الإسلامية في كافة مرافقها، وذلك أواخر يناير من عام 2000. وتعاقب بعدها على إعلان الالتزام بالشريعة 12 ولاية شمالية، وتم فرض قوانين تجرم التجديف والردة، الأمر الذي أثار حفيظة جمعيات مسيحية ونشبت نزاعات دموية بين الطرفين في عدد من المدن والأرياف سقط فيها مئات القتلى. واعترض الرئيس أولوسيجون أوباسانجو على تطبيق الشريعة وحذر مراراً أنها أمر مخالف للدستور، وقال «إن الرجم وقطع اليد يخالفان دستور نيجيريا، ولا يمكن التعامل مع الأمر بطريقتين». وأدى طلب المسلمين البدء في تطبيق الشريعة في فبراير من عام 2000 في أبوجا ذات الأغلبية المسيحية، إلى أعمال عنف بين المسيحيين والمسلمين، اسفرت عن وقوع الفين إلى ثلاثة آلاف قتيل في مدينة كادونا شمال البلاد.

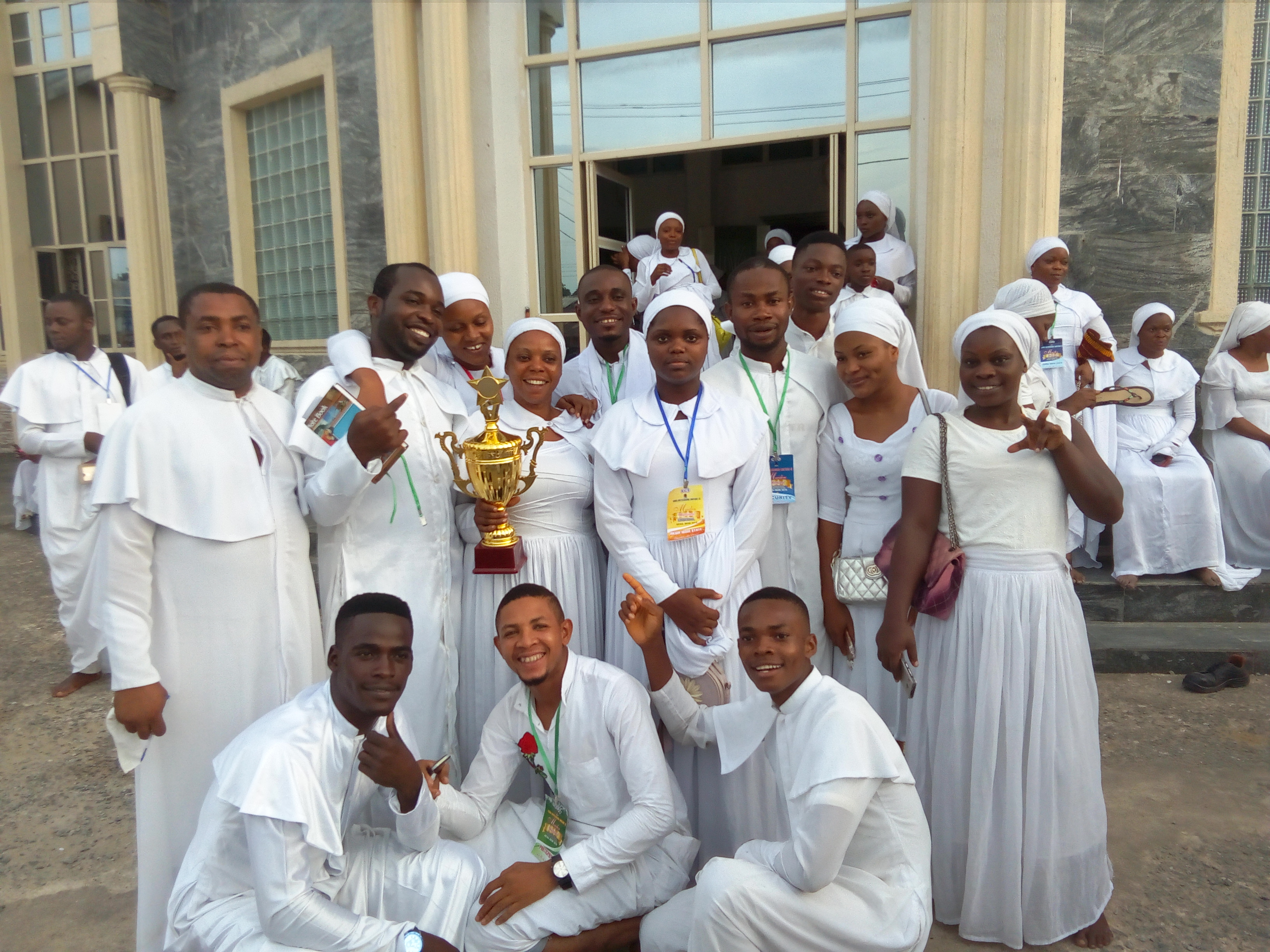
عائلات رجال دين مسيحيين في نيجيريا.

كانت مدينة جوس مسرحاً لإشتباكات عنيفة بين المسلمين والمسيحيين في سبتمبر عام 2001 والذي خلف أكثر من ألف قتيل، كما قتل نحو 700 في الصدامات التي وقعت عام 2008. وفي يناير من عام 2008 تأسست جماعة أهل السنة للدعوة والجهاد والتي غيرت اسمها بعد مبايعة تنظيم الدولة الإسلامية إلى ولاية غرب أفريقية والمعروفة بالهوساوية باسم بوكو حرام أي «التعاليم الغربية حرام»، هي جماعة إسلامية نيجيرية سلفية جهادية مسلحة تتبنى العمل على تطبيق الشريعة الإسلامية في جميع ولايات نيجيريا. وفي أبريل عام 2014 قامت جماعة بوكو حرام الناشطة في شمال نيجيريا باختطاف 276 طالبة من مدرسة ثانوية حكومية في بلدة تشيبوك بولاية برنو، وكانت معظم الطالبات من أتباع الديانة المسيحية. استقطب هذا الحادث اهتمامًا ملحوظًا على الصعيد الدولي، إذ عرضت عدة دول مساعدة الحكومة النيجرية في البحث عن المختطفات، وبالفعل شاركت وحدات أمريكية في البحث؛ كما انطلقت حملة على شبكات التواصل الاجتماعي تطالب بتحريرهن. في 6 مايو، اختطفت 8 فتيات أخريات من قرية وارابا شمال شرق نيجيريا. وفي عام 2012 عادت موجه جديدة من الهجمات التي تتبناها جماعة «بوكو حرام» على المباني المسيحية.
منذ فبراير في عام 2019 أشارت تقارير إلى قتل ما لا يقل عن 120 شخصًا في سلسلة من الهجمات المزعومة من قبل ميليشيا فولاني ذات الأغلبية المُسلمة ضد المجتمعات المسيحية في منطقة أدارا بجنوب ولاية كادونا في نيجيريا، وفقًا لجماعة كريستيان سوليدرتي وورلدوايد غير الربحية أفادت المنظمة أن 52 شخصاً قد لقوا مصرعهم ودُمر 100 منزل يوم 17 مارس في أحدث هجمات على قريتي إنكيريمي ودوجونوما في مارو، في منطقة كاجورو للحكم المحلي، وكان من بين الضحايا نساء وأطفال. وتُشكل ولاية كادونا تشكل نقطة التقاء بين شمال ذي غالبية مسلمة وجنوب ذي غالبية مسيحية، وهي تشهد توترا شديدا بين العرقيات خصوصا بين مربي ماشية من اثنية بول المسلمة والمزراعين المسيحيين.

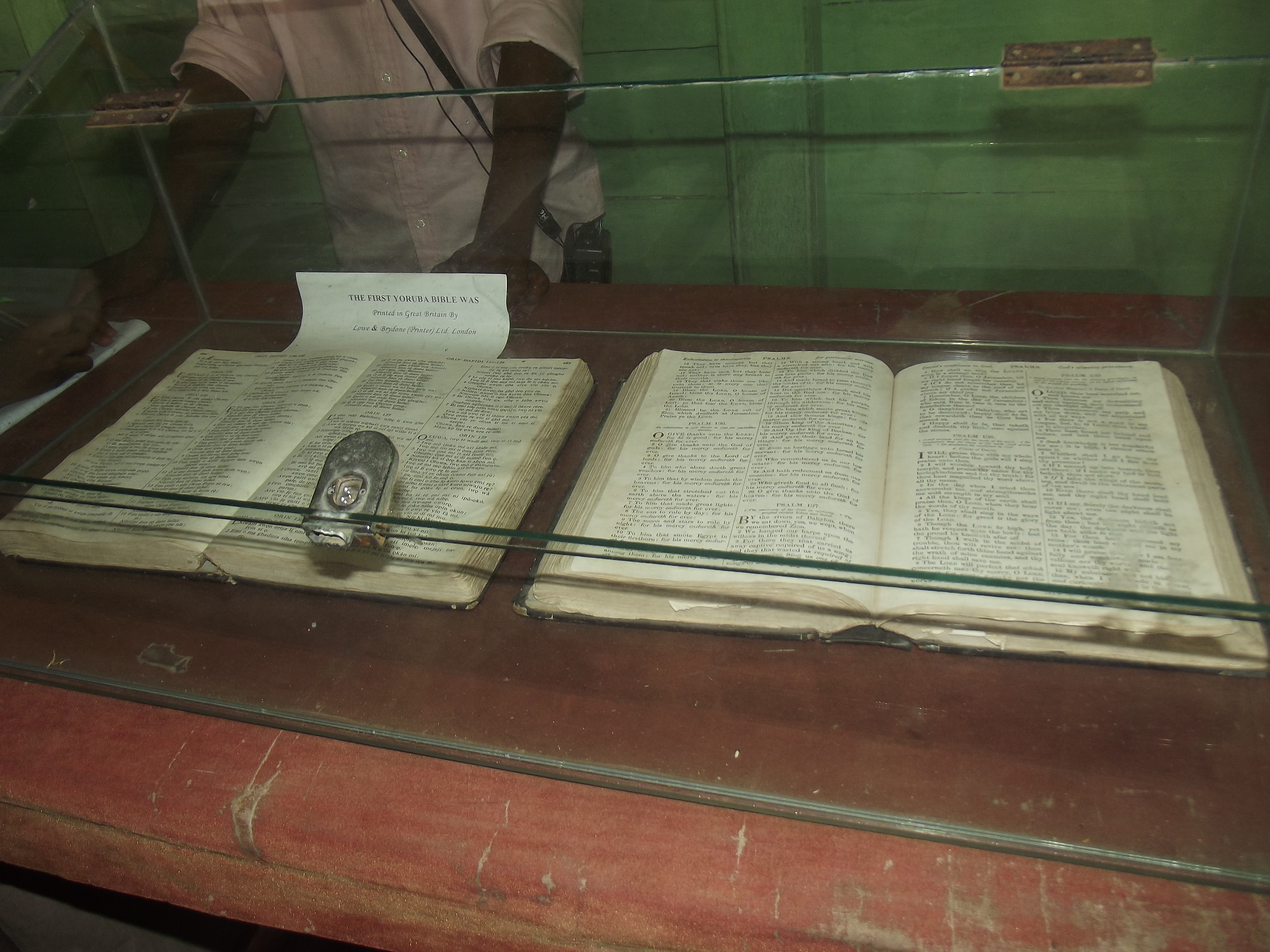
نسخة لأول كتاب مقدس تُرجم إلى لغة يوربا.

ينتمي العديد من مسيحيين نيجيريا إلى النخبة الاجتماعية والسياسيّة والتي كان لها صلات قوية من القوى الإستعمارية الأوروبية، وتنقسم البلاد بين شمال فقير يسكنه غالبية مسلمة وجنوب غني اغلبيته من المسيحيين. عرقياً ينتمي العديد من المسيحيين إلى قبائل اليوروبا القاطنة في جنوب غربي نيجيريا، وأغلب أفراد قبائل اليوروبا المقسومة بين المسيحيين والمسلمين يسكنون في مدن عملاقة، مثل لاغوس، العاصمة السابقة والعاصمة الاقتصادية الحالية. وإلى قبائل الإيغبو، وهي ثالث أكبر القبائل من حيث تعداد الأفراد، ويتركز انتشارها في جنوب شرقي البلاد؛ ولقد اشتهر الإيغبو - وجلهم يدينون بالمسيحية - بأنهم تأقلموا بسرعة مع الوجود الإنجليزي في المنطقة، واستفادوا كثيراً من التعليم وفرص التوظيف. ويساهم المسيحيون النيجيريون بنشاط في صناعة السينما النيجيرية المزدهرة المعروفة باسم نوليوود. وتُشكل الأفلام المسيحية حوالي 20% من الأفلام النيجيرية. غالبًا ما ترى الشركات المستقلة والكنائس الكبيرة التي تنتج مئات الأفلام المسيحية نفسها بديلاً لنوليوود.
وجدت دراسة الدين والتعليم حول العالم قامت بها مركز بيو للأبحاث عام 2016 أنَّ المسيحيون يتفوقون تعليميًا في نيجيريا على المسلمين حيث أنَّ حوالي 25% من المسيحيين النيجيريين غير حاصلين على تعليم رسمي مقابل 61% من المسلمين النيجيريين، وعزا بعض علماء الاجتماع ذلك إلى جوانب تاريخية مثل الأنشطة التبشيرية المسيحية خلال فترات الاستعمار الغربي، ويشير روبرت د. ودبيري عالم اجتماع في جامعة بايلور أن للمُبشرين البروتستانت في أفريقيا «كان لهم دور فريد في نشر التعليم الشامل» بسبب الأهمية الدينية لدراسة وقراءة الكتاب المقدس، حيث قام المُبشرين في ترجمة الكتاب المقدس للغات المحليَّة وفي إنشاء المدارس لتعزيز معرفة القراءة والكتابة، ويشير ناثان نان أستاذ الاقتصاد في جامعة هارفارد أنَّ التعليم «هو المكافأة الرئيسية قبل المبشرين لجذب الأفارقة للمسيحية». كما وشجع المبشرين البروتستانت على تعليم المرأة ومحو الأمية بين النساء.

## ديموغرافيا

### إحصائيات

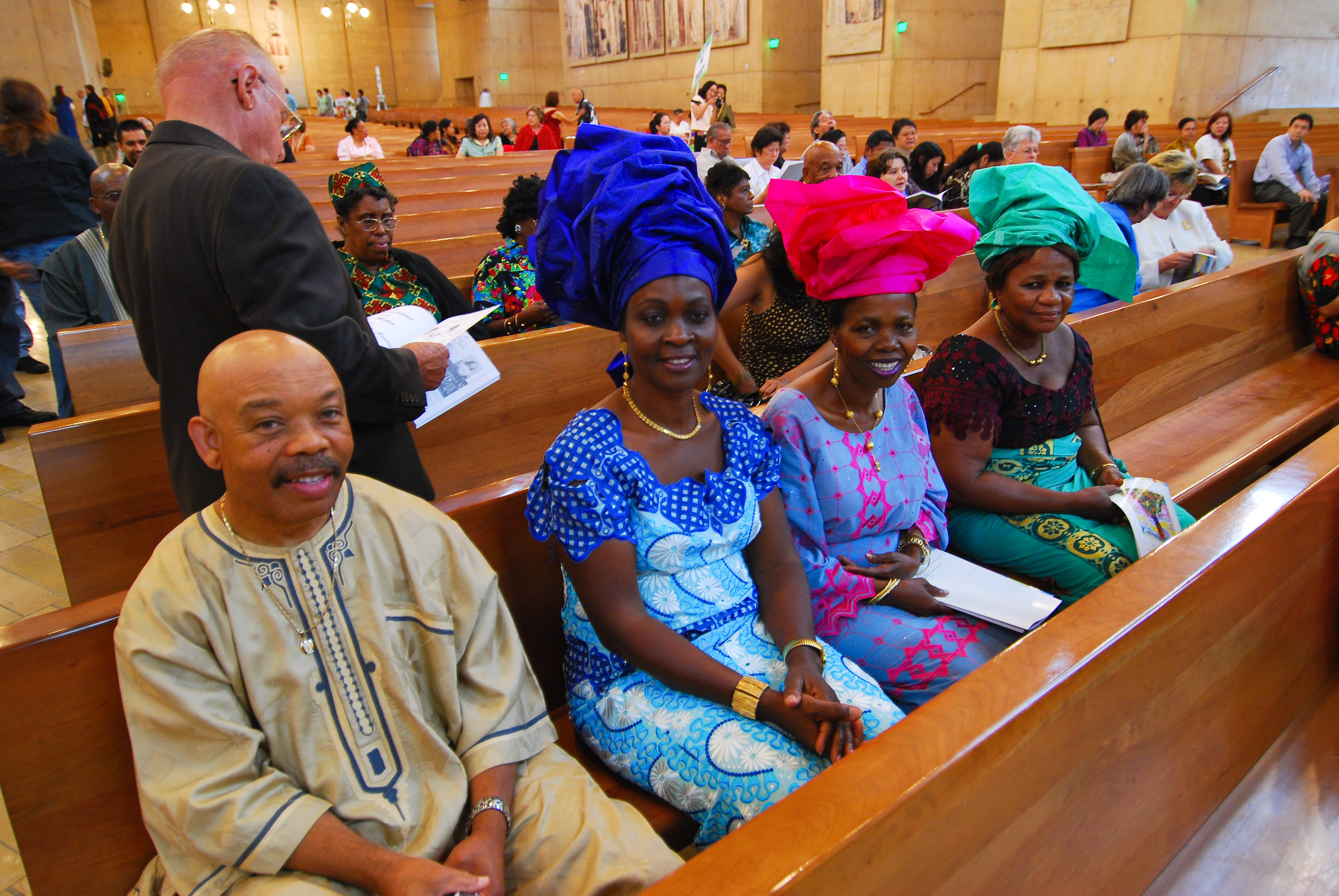
كاثوليك من عرقية الإغبو.

تتنوع الدراسات والإحصائيات حول أعداد ونسب المسيحيين في نيجيريا، يشير الإحصاء والتعداد السكاني لعام 1963 إلى أنَّ 47% من النيجيريين كانوا من المسلمين وحوالي 35% من المسيحيين وحوالي 18% من أعضاء الديانات الأفريقية التقليدية. وقد أشار هذا التعداد إلى نمو وزيادة حادة منذ عام 1953 في عدد المسيحيين وذلك بزيادة بنسبة 23%؛ مقابل الانخفاض بين من يعتنقون معتقدات الديانات الأفريقية التقليدية، بالمقارنة بنسبة 20%؛ وزيادة متواضعة فقط (6%) بأعداد المسلمين. ويترك غياب بيانات التعداد حول الهوية الدينية في نيجيريا منذ عام 1963 الكثير من عدم اليقين بشأن التركيبة الدينية الأساسية للبلاد. من المقبول عمومًا أن نسبة من يعرفون أنفسهم أتباع الديانات الأفريقية التقليدية قد شهدت انخفاضاً خلال منتصف القرن العشرين مع ازدياد نسبة أتباع الإسلام والمسيحية، تاركة هاتين المجموعتين الدينيتين المهيمنتين في البلاد. غالبًا ما كانت النسب النسبية الحالية للمسيحيين والمسلمين موضوعًا للتخمين مثلها مثل مسارات النمو أو التراجع.
وتُظهر النتائج أنه من المحتمل أن يكون الأشخاص الذين يعرفون أنفسهم كمسيحيين يشكلون الأغلبية بين البالغين النيجيريين خلال هذه الفترة. وتُشير الدلائل إلى أن نسبة الأشخاص الذين يعرفون أنفسهم كمسيحيين كان لا يزال ينمو في النصف الأول من التسعينيات من القرن العشرين، ليصل إلى 69% من السكان البالغين. ارتبط هذا النمو بتراجع نسبة أتباع الديانات الأفريقية التقليدية. بعد ذلك، شهدت نسبة المسيحيين انخفاضاً بالمقارنة مع زيادة في نسبة المسلمين. يعزى ذلك إلى الاختلافات والفجوات في الخصوبة بين المسيحيين والمسلمين، وليس بسبب التحول الديني أو تغيير الهوية الدينية. ويًعد تراجع أولئك الذين يُعرفون بـ «الوثنيين» (أتباع الديانات الأفريقية التقليدية) في التعداد الاستعماري جزءًا من اتجاه طويل المدى، من 50% في تعداد 1931، إلى 34% في عام 1952، وإلى 18.2% في أول تعداد لنيجيريا المستقلة في عام 1963. خلال الفترة الزمنية، نمت نسبة أتباع الديانة المسيحية والإسلامية. حيث زادت نسبة المسلمين في التعداد من 44% إلى 47% وزادت نسبة المسيحيين من 6.2% إلى 34.6%. بينما ازدادت نسبة أتباع الديانة المسيحية بين عام 1990 وعام 1995، انعكسًا لتراجع أتباع الديانات الأفريقية التقليدية وتبني الهويات المسيحية، لكن منذ عقد 2010 كان هناك نتاج نمو أكبر للسكان المسلمين نتيجة لارتفاع معدل الخصوبة والمواليد للمرأة المسلمة، وتشير الدراسات إلى التحول الديني من الإسلام إلى المسيحية أو من المسيحية إلى الإسلام لا يلعب دوراً في الزيادة السكانية لدى كل من المسيحيين والمسلمين في البلاد.
أفاد تعداد 2010 الخاص بمحفوظات بيانات الدين أن 46.5% من مجموع السكان من المسيحيين، وهي نسبة أكبر بقليل من نسبة السكان المسلمين البالغ حوالي 45.5%، وأنَّ حوالي 7.7% أعضاء في مجموعات دينية أخرى. ومع ذلك يجب أخذ هذه التقديرات بحذر لأن بيانات العينة يتم جمعها في الغالب من المناطق الحضرية الرئيسية في الجنوب، والتي يغلب عليها الطابع المسيحي. وفقًا لإحصائية كتاب حقائق العالم سنة 2001 وجدت أن حوالي 50% من سكان نيجيريا مسلمين وحوالي 40% من المسيحيين بالمقابل 10% أتباع أديان محلية. في إحصائية قامت بها مركز بيو للأبحاث سنة 2010 وجدت أنّ 52% من سكان نيجيريا من المسلمين و46% من المسيحيين و1% آخرون. في إحصائية تعود لسنة 2013 قامت بها مؤسسة أفروباروميتر وجدت أنّ 58% من سكان نيجيريا من المسيحيين بالمقابل 41% من سكان نيجيريا من المسلمين. وفي إحصائية قامت بها مركز بيو للأبحاث سنة 2016 وجدت أنّ 51.9% من سكان نيجيريا من المسيحيين وحوالي 47.3% من المسلمين و0.8% آخرون. ووفقا لمركز بيو، من المتوقع أن تصبح نسبة المسيحيين 39.3% في 2050، مع ارتفاع نسبة المسلمين إلى 58.5%، ويعود ذلك بسبب معدل الخصوبة العالي لدى المسلمين وهو 6.5، بالمقارنة مع 4.5 لدى المسيحيين. وفقاً لتقرير من أسباب الفجوة بين معدل الخصوبة للمرأة المسلمة والمرأة المسيحية في نيجيريا هو سن الزواج المبكر وتدني مستويات التعليم لدى المرأة المسلمة النيجيرية بالمقارنة مع المرأة المسيحية النيجيرية.

### التوزيع الجغرافي والعرقي

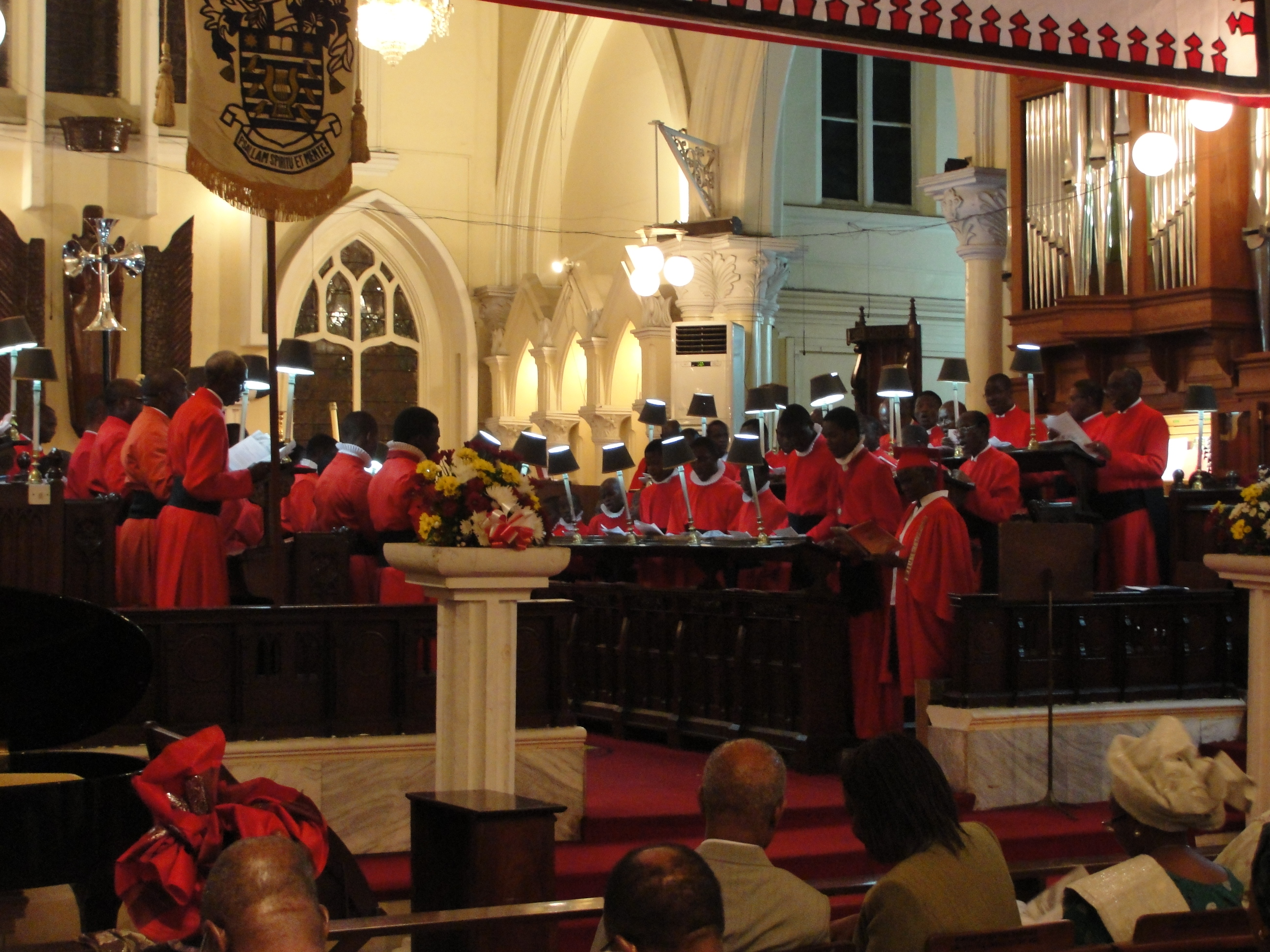
مسيحيون كاثوليك يؤدون الصلوات كاتدرائية كنيسة المسيح الواقعة في لاغوس.

يهيمن المسيحيين في المنطقة والوسطى والجنوبية في نيجيريا. وفقًا لمركز بيو للأبحاث، نيجيريا لديها أكبر عدد من السكان المسيحيين في أفريقيا، مع أكثر من 85 مليون شخص مسيحي في نيجيريا ينتمون إلى مختلف الطوائف المسيحية. نمت أعداد ونسب المسيحيين في البلاد من 21.4% سنة 1954 إلى 48.2% سنة 2010، وفقًا لتقرير المؤمنون في المسيح من خلفية مسلمة: إحصاء عالمي والذي نُشر من قِبل معهد دراسات الدين في جامعة بايلور سنة 2015- تضم نيجيريا حوالي 600,000 مسلم تحول إلى المسيحية بين السنوات 1960-2015. ومنذ تطبيق الشريعة الإسلامية في بعض الولايات الشمالية، ازداد العنف ضد السكان غير المسلمين.
يتوزّع السكان المسيحيين بين البروتستانتية والكاثوليكية، حوالي 74.1% من مجمل مسيحيين نيجيريا من البروتستانت وحوالي 24.8% كاثوليك، وحوالي 0.9% ينتمون إلى الطوائف المسيحية الأخرى، وعدد قليل منهم هم من المسيحيين الأرثوذكس. أما من حيث المجموعات العرقيّة الرئيسية في نيجيريا فعرقية الهوسا في الشمال تتوزع بين 95% مسلمين و5% من المسيحيين، في الغرب حيث تسود قبيلة اليوروبا 35% من سكان القبيلة من المسيحيين و55% من المسلمين و10% من معتنقي الديانات الأفريقية التقليدية في حين أن شعب الإغبو في الشرق والايجاو في الجنوب هم 98% مسيحيون (الغالبية من الكاثوليك) و2% من معتنقي الديانات الأفريقية التقليدية. في منطقة الحزام الأوسط في نيجيريا حيث تحتوي على أكبر عدد من الأقليات العرقية في نيجيريا والتي هي في معظمها من المسيحيين وأتباع الديانات التقليدية مع قليل من المسلمين.
تحتوي منطقة اليوروبا على أكبر التجمعات الأنجليكانية، في حين أنَّ الإغبولاند يغلب عليها الكاثوليكية وتتكون منطقة ايدو في الغالب من أعضاء الكنائس الخمسينية. يُذكر أن كنيسة نيجيريا الأنجليكانية هي ثاني أكبر الكنائس الأنجليكانية في العالم بعد كنيسة إنجلترا، وتضم كنيسة نيجيريا الأنجليكانية 18 مليون عضو.

## الطوائف المسيحية

### البروتستانتية

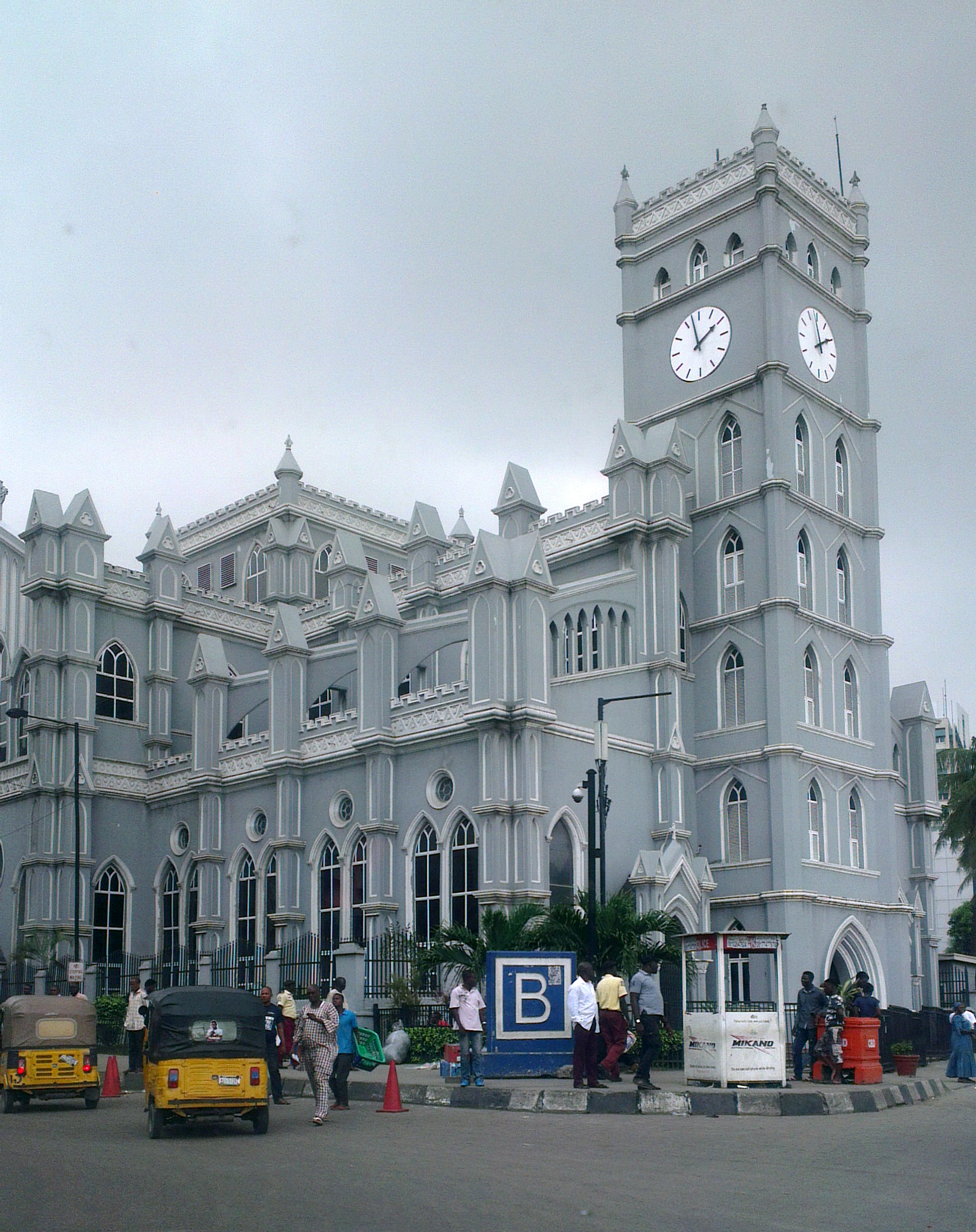
كاتدرائية كنيسة المسيح في لاغوس.

البروتستانتية هي كبرى الطوائف المسيحية في نيجيريا، لا توجد تقديرات رسميَّة لكن تشير عدد من الإحصائيات أن البروتستانت يشكلون بين 30.6% من السكان، في حين تقدر دراسة مركز بيو للأبحاث نشرت عام 2010 أن حوالي 37.7% من السكان، أو حوالي 60 مليون شخص، هم من أتباع المذهب البروتستانتي. كانت الطوائف المسيحية السائدة في منطقة قبائل اليوروبا تقليدياً البروتستانتية والأنجليكانية. بعد تأسيس “جمعية نصر الإسلام” أنشأ المسيحيون اتحاد الكنائس النيجيري في عام 1965، وثم طورت الكنائس البروتستانتية والكاثوليكية تنظيمها وتنسيقها وأسست الجمعية المسيحية النيجيرية، وهي تضم اتحاد الكنائس النيجيري والكنيسة الكاثوليكية والكنائس الخمسينية والكنائس المستقلة، ويسعى «الاتحاد» إلى توحيد كلمة المسيحيين والتحدث باسمهم مع الدولة ومع المسلمين.
تُعد الكنيسة الأنجليكانية هي ثاني أكبر كنيسة أنجليكانية في العالم، بعد كنيسة إنجلترا. وتضم الكنيسة أكثر من 18 مليون عضو، من مجموع سكان نيجيريا البالغ عددهم 190 مليون نسمة. وتكشف إحصائيات أخرى أن الكنيسة النيجيرية لديها مليوني عضو نشط يترددون على الكنائس يوم الأحد أسبوعياً. ومنذ عام 2002 نظمت كنيسة نيجيريا على أربعة عشرة محافظة كنسيَّة. وسرعان ما زاد عدد الأبرشيات والأساقفة من 91 في عام 2002 إلى 161 في يناير من عام 2013، ويقع المقر الإداري للكنيسة في أبوجا. ووولي سوينكا الحائز حائز على جائزة نوبل للأداب هو إبن لقس أنجليكاني. تضم كنيسة المسيح على حوالي ثمانية ملايين مؤمن، وتقول التقديرات المتحفظة للكنيسة المعمدانية النيجيرية أنها تضم بين ثلاثة إلى ستة ملايين من المؤمنين المعمدانيين ومجتمع عبادة أكثر من ستة ملايين. وتمتلك الكنيسة المشيخية في نيجيريا أكثر من 3.8 مليون عضو يتواجدون في جميع أنحاء البلاد. وتُعتبر الكنيسة الإنجيلية في غرب أفريقيا واحدة من أكبر المنظمات غير الحكومية في نيجيريا، حيث وصل عدد أتباعها إلى حوالي خمسة ملايين شخص عضو. وتأسست الكنيسة في عام 1954، ولديها أكثر من 110 عيادة. هناك حضور للكنيسة اللوثرية والميثودية والخمسينية في البلاد.
دخلت البروتستانتية نيجيريا في منتصف القرن التاسع عشر في منطقة نفوذ قبيلة اليوروبا من خلال نيجيريين بِيعوا في سوق النخاسة في الولايات المتحدة وعادوا إلى موطنهم الأصلي. وفي عام 1844 أسس هنري تاونسند مع عبيد سابقين أول بعثة أنجليكانية شمال مدينة لاغوس، ونُصب صامويل كروثر وهو من عبيد منطقة أويو سابقاً، أسقفاً أنجليكانياً عام 1864 في لاغوس، بعد ذلك توسع الانتشار المسيحي ليشمل، إلى جانب الكنائس الانجليكانية، وكنائس معمدانية وغيرها. وتركز نشاط الكنائس النيجيريَّة، في البداية، على القطاع التعليمي عبر إنشاء المدارس ورعايتها. لكن بعد حرب إقليم بيافرا الأهلية في نهاية الستينيات وبداية السبعينيات من القرن العشرين تم تأميم المدارس ما حدّ من انتشار المسيحية حينها. وتكثر في نيجيريا الكنائس المستقلة وهي لا تتبع بالضرورة الكنائس الأنجليكانية أو المعمدانية في الغرب، وتسمى كنائس الأدورا. أسسها أساقفتها، وهم أفارقة أساساً، استجابة لإلهام مقدس. وتمتاز تعاليمها بالتمسك بحرفية النص المقدس وبإيمان مطلق بأن للروح تأثيراً على عالم الحس. خلال القرن العشرين، وخاصةً بعد الاستقلال، نمت المسيحية بشكل هائل للغاية في جنوب نيجيريا ووسطها. وهناك روابط تاريخية بين المسيحية وكرة القدم التي تعرفت عليها نيجيريا والعديد من الدول الأفريقية الأخرى بفضل المبشرين الكاثوليك والبروتستانت من أوروبا في القرن التاسع عشر.

### الكاثوليكية
الكنيسة الكاثوليكية النيجيريَّة هي جزء من الكنيسة الكاثوليكية العالمية في ظل القيادة الروحية للبابا في روما ومجلس الأساقفة النيجيري. في عام 2005 كان هناك ما يقدر بنحو 19 مليون كاثوليكي معمّد في نيجيريا، ليرتفع عددهم إلى حوالي 22.6 مليون في عام 2010، ووفقاً لتقديرات مركز بيو للأبحاث، حوالي 12.6% من سكان البلاد من الكاثوليك. ويتوزع كاثوليك البلاد على 43 أبرشية وتسعة أسقفيات. وتضم الكنيسة الكاثوليكية على العديد من المدارس والمؤسسات الخيرية، إلى جانب ما لا يقل عن سبعة جامعات كاثوليكيَّة. وتضم نيجيريا، جنباً إلى جنب جمهورية الكونغو الديمقراطية، على أكبر عدد من الكهنة في أفريقيا. ويقع ازدهار الدعوة إلى الكهنوت في نيجيريا بشكل رئيسي في الجزء الشرقي خاصةً بين شعب الإغبو، الذين يشكلون حوالي 56% من أتباع الكنيسة الرومانية الكاثوليكية في نيجيريا. وتنتشر الكاثوليكية بشكل خاص في شرق البلاد، وتأسست أول كنيسة كاثوليكية في البلاد عام 1868.

## العلاقة مع الأديان الأخرى

### المواقف تجاه المسيحية
بحسب مسح لمركز بيو للأبحاث نُشر عام 2013 يقول 16% من المسلمين النيجيريين إن جميع المسلمين في بلدهم، أو الكثير منهم، معادون للمسيحيين، وفقاً لمسح أجراه مركز بيو للأبحاث حول مسلمي العالم. ونحو 11% من تم استطلاع آرائهم من المسلمين في نيجيريا يقولون إن كل أو معظم أو كثير من المسيحيين معادون للمسلمين. وبحسب مركز بيو للأبحاث حوالي 34% من المسلمين النيجيريين يقولون إنهم يعرفون بعضًا أو كثيرًا عن المعتقدات المسيحية، ويقول حوالي 45% من المسلمين النيجيريين أنَّ المسيحية تختلف كثيراً عن الإسلام، بالمقارنة مع 48% منهم يقولون أنَّ للمسيحية الكثير من القواسم المشتركة مع الإسلام. وقال 17% المسلمين النيجيريين أنهم يشاركون في اجتماعات دينيَّة منظمة مع المسيحيين.

### العنف الطائفي

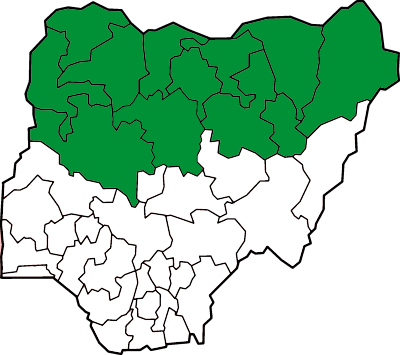
خريطة تبين الولايات النيجيرية التي تستهدفها الجماعة لتطبيق الشريعة الإسلامية.

تم دمج نيجيريا في عام 1914، بعد حوالي عقد من هزيمة خلافة صكتو وغيرها من الدول الإسلامية من قبل البريطانيين، والتي كانت ستشكل جزءًا كبيرًا من شمال نيجيريا. شهدت تداعيات الحرب العالمية الأولى خسارة ألمانيا لمستعمراتها، ومن بينها الكاميرون، لصالح الانتداب الفرنسي والبلجيكي والبريطاني. تم تقسيم الكاميرون إلى أجزاء فرنسية وبريطانية، وتم تقسيم الأخير منها إلى أجزاء جنوبية وشمالية. بعد استفتاء عام 1961، اختارت الكاميرون الجنوبية الانضمام مرة أخرى إلى الكاميرون الفرنسية، بينما اختارت الكاميرون الشمالية الانضمام إلى نيجيريا، وهي خطوة أضافت إلى عدد سكان نيجيريا المسلم الشمالي الكبير بالفعل. تضم المنطقة الكثير مما يعرف الآن بشمال شرق نيجيريا، وجزءًا كبيرًا من المناطق المتأثرة بحركات التمرد الحالية والماضية.
يعود الصراع الديني في نيجيريا إلى عام 1953 ، وفي حالة بلدة تافاوا باليوا، إلى عام 1948. كانت مذبحة الإيغبو عام 1966 (وهم شعب ذات أغلبية مسيحية) في الشمال التي أعقبت الانقلاب المضاد في العام نفسه سببًا مزدوجاً للانقلاب النيجيري عام 1966 والتوترات (الطائفية) الموجودة مسبقًا بين الإيغبو المسيحيين والمسلمين المحليين. كان هذا عاملاً رئيسياً في انفصال بيافران والحرب الأهلية الناتجة عنها.
شهدت الثمانينيات من القرن العشرين تصاعدًا في أعمال العنف الطائفي بسبب وفاة محمد مروة («ميتاتسين»). في نفس العقد، قام الحاكم العسكري لنيجيريا، الجنرال إبراهيم بابنجيدا، بتسجيل نيجيريا في منظمة المؤتمر الإسلامي. كانت هذه الخطوة التي أدت إلى تفاقم التوترات الدينية في البلاد، ولا سيما بين المجتمع المسيحي. ورداً على ذلك، أشار البعض من الجالية المسلمة إلى أن بعض الدول الأفريقية الأخرى الأعضاء في منظمة المؤتمر الإسلامي بها نسب أقل من المسلمين، فضلاً عن العلاقات الدبلوماسية لنيجيريا مع الكرسي الرسولي.
منذ عودة الديمقراطية إلى نيجيريا في عام 1999، تم وضع الشريعة الإسلامية كهيئة رئيسية للقانون المدني والجنائي في تسعة ولايات ذات الأغلبية المسلمة وفي بعض أجزاء من ثلاثة ولايات ذات غالبية مسلمة، عندما كان حاكم ولاية زامفارة آنذاك أحمد ساني يريما بدأ الدفع من أجل فرض الشريعة على مستوى الدولة في الحكم. شملت أحكام الشريعة عقوبات ضد التجديف والردة عن الإسلام. ووقعت عدة حوادث قُتل فيها أشخاص بسبب الاعتقاد بإهاناتهم للإسلام أو ارتدادهم عن الإسلام.
اندلع الصراع الديني بين المسلمين والمسيحيين عدة مرات منذ عام 2000 لأسباب مختلفة، وغالبًا ما تسبب في أعمال شغب مع عدة آلاف من الضحايا من كلا الجانبين. أبرز هذه الحوادث كانت شغب تصادم الباص في أبوجا عام 2000 وشغب جوس 2001 وشغب كادونا 2002. منذ عام 2009، خاضت حركة بوكو حرام الإسلامية تمردًا مسلحًا ضد الجيش النيجيري، حيث أطاحت بالقرى والبلدات وأودت بحياة الآلاف في معارك ومذابح ضد المسيحيين والطلاب وغيرهم. شدد بعض المحللين على الأسباب الاقتصادية كعامل في نجاح بوكو حرام، حيث تتركز الثروة في نيجيريا بين أعضاء النخبة السياسية الصغيرة، وخاصة في الجنوب المسيحي من البلاد، مما يثير مشاعر الغضب في الشمال ذات الأغلبية المسلمة.